# Andrus (prénom)
Pour les articles homonymes, voir Andrus.
Andrus est un prénom masculin estonien célébré le 30 novembre.

## Prénom
- Pour l'ensemble des articles sur les personnes portant ce prénom, consulter :
  - la liste des articles dont le titre commence par ce prénom
  - les listes produites par Wikidata : Liste des personnes de prénom « Andrus » — même liste en incluant les éventuels prénoms composés qui contiennent « Andrus ».
- Andrus Ansip (né en 1956), homme d'État estonien
- Andrus Aug (né en 1972), coureur cycliste estonien
- Andrus Johani (en) (1906-1941), peintre estonien
- Andrus Kajak (en) (né en 1965), escrimeur estonien
- Andrus Kivirähk (né en 1970), romancier et nouvelliste estonien
- Andrus Murumets (en) (né en 1978), homme fort estonien
- Andrus Öövel (en) (né en 1957), rameur et homme politique estonien
- Andrus Paul (en) (né en 1975), lugeur estonien
- Andrus Peat (né en 1993), joueur américain de football américain
- Andrus Raadik (en) (né en 1986), joueur estonien de volley-ball
- Andrus Rõuk (en) (né en 1957), artiste et poète estonien
- Andrus Saare (en) (né en 1965), homme politique estonien
- Andrus Seeme (en) (né en 1969), homme politique estonien
- Andrus Utsar (en) (né en 1976), haltérophile estonien
- Andrus Vaarik (en) (né en 1958), acteur estonien
- Andrus Värnik (né en 1977), athlète estonien en lancer du javelot
- Andrus Veerpalu (né en 1971), fondeur estonien